# Дуброво (Понизовское сельское поселение)
Дуброво — деревня в Руднянском районе Смоленской области России. Входит в состав Понизовского сельского поселения. В период с 2004 по 2019 год — в составе Кляриновского сельского поселения. Население — 4 жителя (2007 год). 
Расположена в западной части области в 31 км к северу от Рудни, в 19 км северо-западнее автодороги Р130 Демидов - Рудня, на берегу реки Рутавечь. В 33 км южнее деревни расположена железнодорожная станция Рудня на линии Смоленск — Витебск. 

## История
В годы Великой Отечественной войны деревня была оккупирована гитлеровскими войсками в июле 1941 года, освобождена в октябре 1943 года.